# Універсідад (футбольний клуб, Лас-Пальмас)

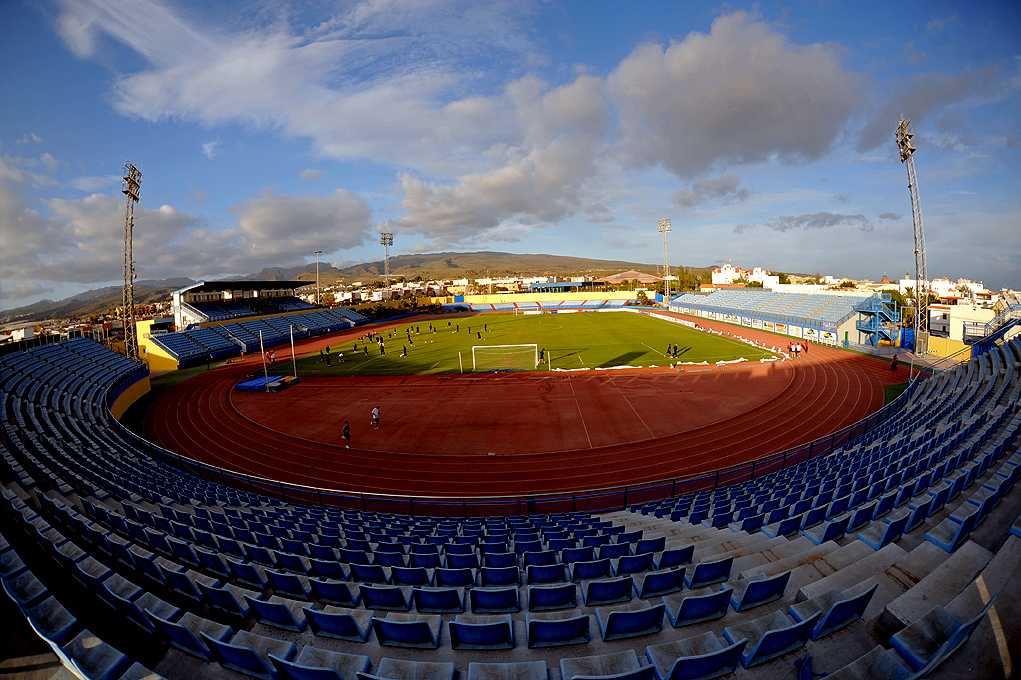
Муніципальний стадіон Маспаломаса, на якому клуб грав під час свого перебування в Сегунда Дивізіоні.

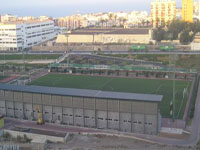
Стадіон Альфонсо Сільва

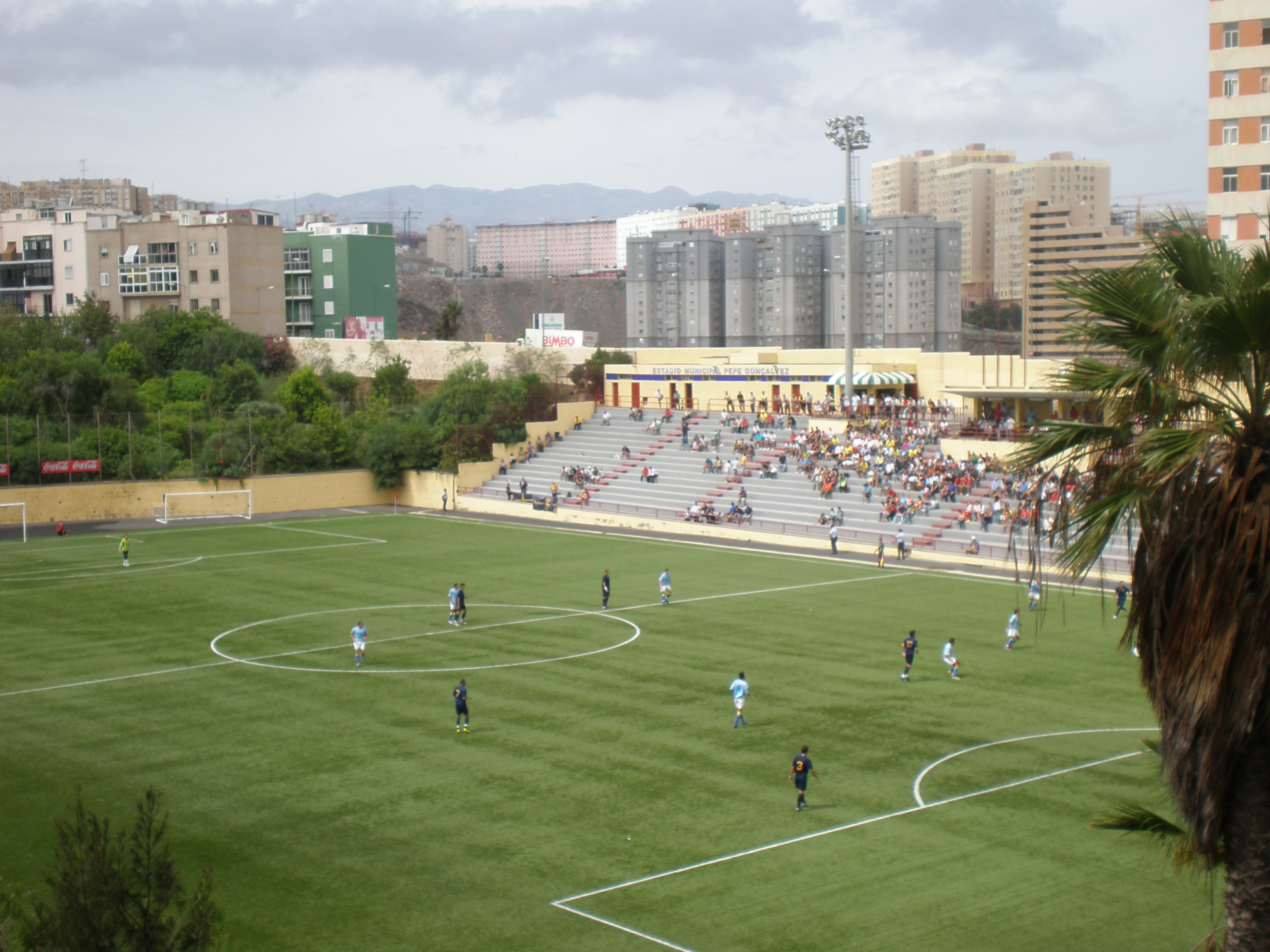
Пепе Гонсалвес, майданчик клубу від 2007 до 2011 року.

Футбольний клуб Універсідад-де-Лас-Пальмас-де-Гран-Канарія (ісп. Universidad de Las Palmas de Gran Canaria Club de Fútbol) — іспанський футбольний клуб з міста Лас-Пальмас-де-Гран-Канарії. Заснований 1994 року під назвою Вегета-Універсідад. 2011 року припинив існування через фінансові негаразди.
Представляв Університет Лас-Пальмас-де-Гран-Канарія.

## Історія
Клуб Універсідад засновано 1994 року. Спочатку називався Вегета-Універсідад і грав на аматорському рівні. До Терсера Дивізіону вперше потрапив уже в сезоні 1997–1998.
За два роки підвищився на два рівні й уже в сезоні 2000–2001 грав у Сегунда Дивізіоні, але одразу ж вилетів назад. Виступаючи в Сегунді, Універсідад грав на стадіоні міста Маспаломаса, бо мав тоді лише штучні майданчики, а сусідня команда «Лас-Пальмас» не хотіла ділитися своїм стадіоном Інсулар.
Упродовж одного сезону Універсідад був фарм-клубом «Юніон Депортіва». Потім знову став незалежним і виступав суто в Сегунда Дивізіоні Б. 2007 року клуб перейшов з Естадіо Альфонсо Сілва місткістю 2000 глядачів на Естадіо Пепе Гонсалвес.
По завершенні сезону 2010–2011 «Універсідад» понизили до четвертого рівня, бо він не заплатив своїм гравцям. 7 липня 2011 року клуб припинив існування через величезні борги.

## Сезони за дивізіонами
| Сезон     | Рівень | Дивізіон         | Місце | Кубок Іспанії |
| --------- | ------ | ---------------- | ----- | ------------- |
| 1994—1995 | 7      | Сег. Рег.        | 1-ше  |               |
| 1995—1996 | 6      | Прім. Рег.       | 1-ше  |               |
| 1996—1997 | 5      | Рег. Преф.       | 1-ше  |               |
| 1997—1998 | 4      | Терсера          | 1-ше  |               |
| 1998—1999 | 3      | Сегунда Б        | 2-ге  |               |
| 1999—2000 | 3      | Сегунда Б        | 1-ше  |               |
| 2000—2001 | 2      | Сегунда Дивізіон | 20-те |               |
| 2001—2002 | 3      | Сегунда Б        | 4-те  |               |
| 2002—2003 | 3      | Сегунда Б        | 1-ше  |               |

| Сезон     | Рівень | Дивізіон  | Місце | Кубок Іспанії |
| --------- | ------ | --------- | ----- | ------------- |
| 2003—2004 | 3      | Сегунда Б | 10-те |               |
| 2004—2005 | 3      | Сегунда Б | 2-ге  |               |
| 2005—2006 | 3      | Сегунда Б | 1-ше  |               |
| 2006—2007 | 3      | Сегунда Б | 4-те  |               |
| 2007—2008 | 3      | Сегунда Б | 6-те  |               |
| 2008—2009 | 3      | Сегунда Б | 12-те |               |
| 2009—2010 | 3      | Сегунда Б | 4-те  |               |
| 2010—2011 | 3      | Сегунда Б | 5-те  | 1/16 фіналу   |